# Victims Family
I Victims Family sono una band alternative/hardcore punk formata nel 1984 a Santa Rosa, California dal bassista Larry Boothroyd e dal chitarrista e cantante Ralph Spight; il batterista Devon VrMeer arrivò a completare il gruppo in un secondo momento. Il loro stile fonde sonorità hardcore punk, heavy metal e jazz, rendendo difficile categorizzarli in un singolo genere. Come afferma la All Music Guide, "fin dal loro principio, il trio ha rifiutato di essere classificato in un singolo stile musicale - incorporando elementi di hardcore punk, jazz, funk, hard rock e noise rock nel loro suono"; pertanto, fin dagli esordi il gruppo è stato considerato fra i più originali della scena musicale underground di San Francisco. Negli anni, i Victims Family hanno cambiato quattro batteristi e si sono sciolti due volte. Il nome della band è stato tratto da un'opera del fumettista Bernard Kliban.

## Storia del gruppo
Nel 1985, i Victims Family suonarono per la prima volta al Petaluma Community Center, in California, dove aprirono anche il concerto dei Suicidal Tendencies. Nel 1986, suonarono prima dei Butthole Surfers al Mabuhay Gardens di San Francisco, oltre che per i Dead Kennedys e i Descendents al Novato Theatre. In quel periodo registrarono il loro primo album, Voltage & Violets, per la Mordam Records, e suonarono regolarmente al Club Foot di San Francisco. Nel 1987 fecero un tour per gli Stati Uniti, ma persero l'opportunità di continuare i concerti in Canada dopo essere stati banditi per un anno dallo Stato. Things I Hate To Admit venne registrato nel 1988 al Prairie Sun Studio di Cotati, California, poi pubblicato l'anno successivo. Sempre nel 1988 ricevettero un invito dalla Konkurrent, un'etichetta discografica di Amsterdam, per un tour europeo. Quando Devon VrMeer lasciò la band per seguire la famiglia, la band reclutò Eric Strand come batterista. Le cose però non funzionarono, cosicché Strand fu rimpiazzato in Europa da un tecnico al seguito del gruppo, Tim "Soya" Solyan.
Il loro terzo album, White Bread Blues, prodotto dal batterista dei NoMeansNo John Wright, fu pubblicato nel 1990 e ricevette una attenzione commerciale e dei critici molto maggiore del passato. Un tour negli USA e in Europa consolidò la reputazione del gruppo. The Germ, pubblicato nel 1992, fu l'album di debutto per la Alternative Tentacles Records. In questo periodo, band come i Primus e i Green Day, aprirono i concerti per i Victims Family. Successivamente il gruppo si sciolse a causa di un incidente stradale.
Dieci mesi dopo, nella primavera del 1993, i Victims Family si riunirono per suonare con il tutto esaurito al San Francisco's Kennel Club. Ne uscì un nuovo album, Headache Remedy, pubblicato dalla Alternative Tentacles nel Febbraio 1994. Four Great Thrash Songs, una registrazione di quello che avrebbe dovuto essere il concerto finale del gruppo, fu pubblicato meno di un anno dopo, nel 1995. I componenti fondatori della band, Ralph Spight e Larry Boothroyd, hanno anche formato altre band della Alternative Tentacles, i Saturn's Flea Collar, gli Hellworms e i The Freak Accident. Dopo sei anni di silenzio discografico i Victims Family, con il nuovo batterista David Gleza, registrarono l'album Apocalicious nel 2001.
L'11 e il 12 dicembre 2004, i Victims Family si sono riuniti a Petaluma, California, al Phoenix Theatre, e a San Francisco al Bottom of the Hill, per celebrare il loro ventesimo anniversario con tutti i loro diversi progetti, compresi i The Freak Accident (il progetto solista di Spight), e i Meow Meow and the Meow Meows (la nuova band di Boothroyd). In questo periodo ci fu anche una riunificazione per i dieci anni dei Saturn's Flea Collar e una riunificazione dei Hellworms, dopo i quali decisero di rimanere uniti come Victims Family. Attualmente gli Hellworms stanno lavorando su del nuovo materiale, e Spight e Boothroyd stanno portando avanti i progetti anche con le altre band.

## Componenti

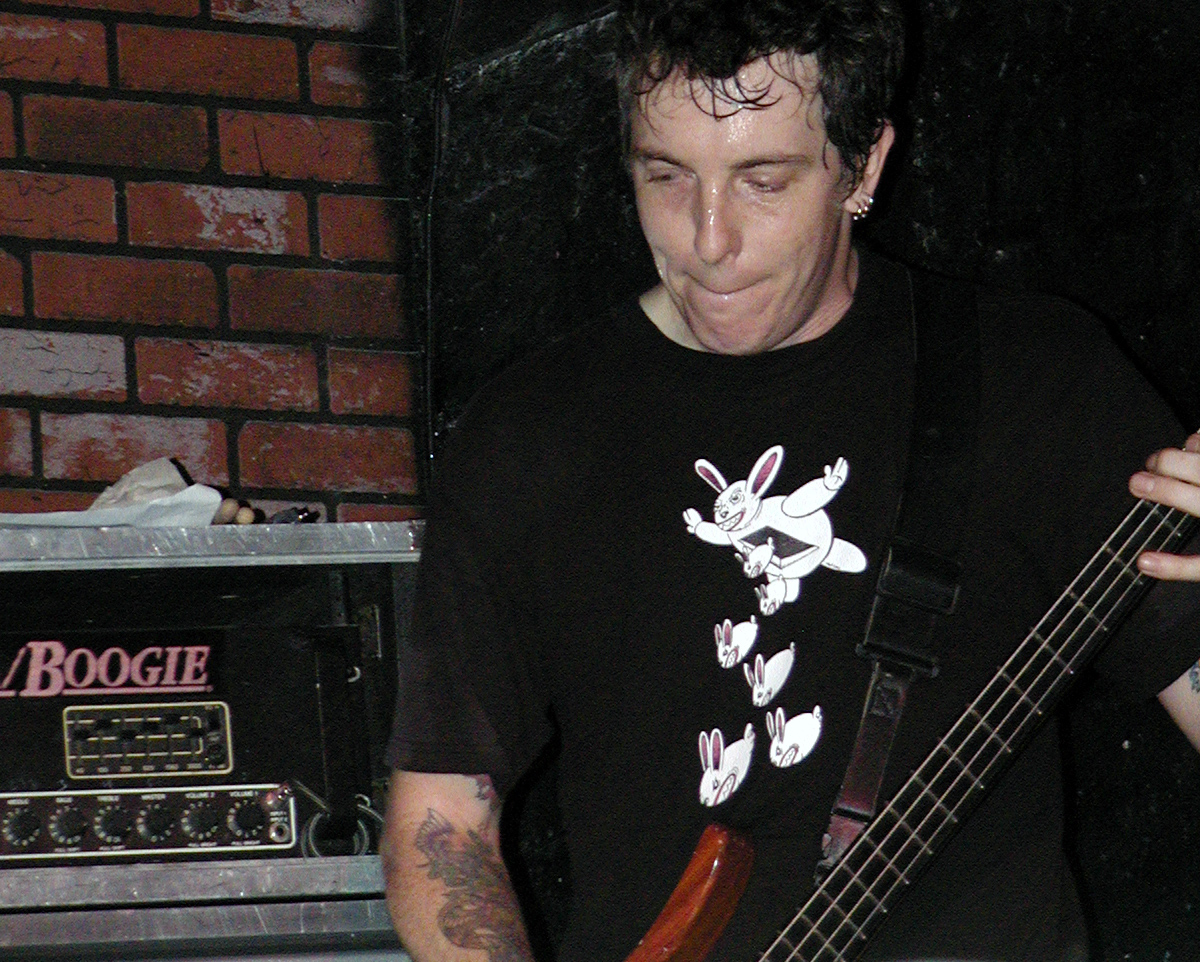
Larry Boothroyd.

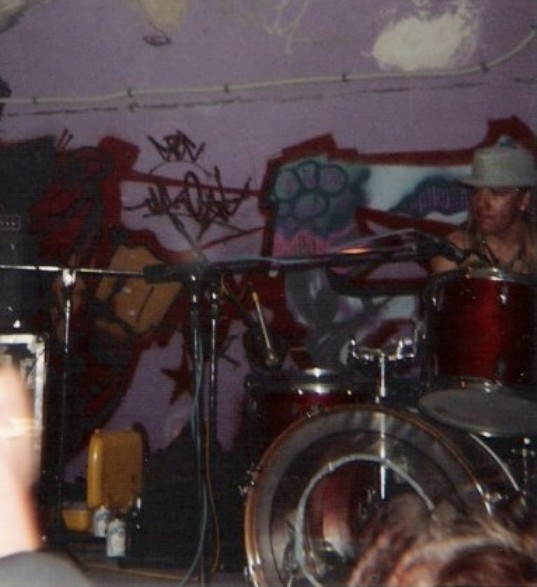
Tim "Soya" Solyan.

- Ralph Spight - chitarra, voce
- Tim Solyan - batteria
- Larry Boothroyd - basso

## Discografia

### Album
- 1986 - Voltage & Violets
- 1988 - Things I Hate to Admit
- 1990 - White Bread Blues
- 1992 - The Germ
- 1994 - Headache Remedy
- 1995 - Four Great Thrash Songs
- 2001 - Apocalicious

### EP
- 1988 - Son of a Church Card/Quivering Lip
- 1993 - Maybe if I...

### Singoli ecompilation
- 1990 - Burly Jalisco (nella compilation Sasquatch)
- 1991 - My Evil Twin (split in EP da 7" con i Coffin Break)
- 1992 - Ill in the Head (nella compilation Virus 100)
- 1995 - Dr. Schlessinger (split in EP da 7" con i Fleshies)
- 2001 - Fridge (nella compilation Apocalypse Always)
- 2012 -  Have A Nice Day

### Apparizioni incompilation
- 1991 - The Big One: San Francisco/Los Angeles